# Aporophyla sodata
Aporophyla sodata là một loài bướm đêm trong họ Noctuidae.